# País de Cucaña

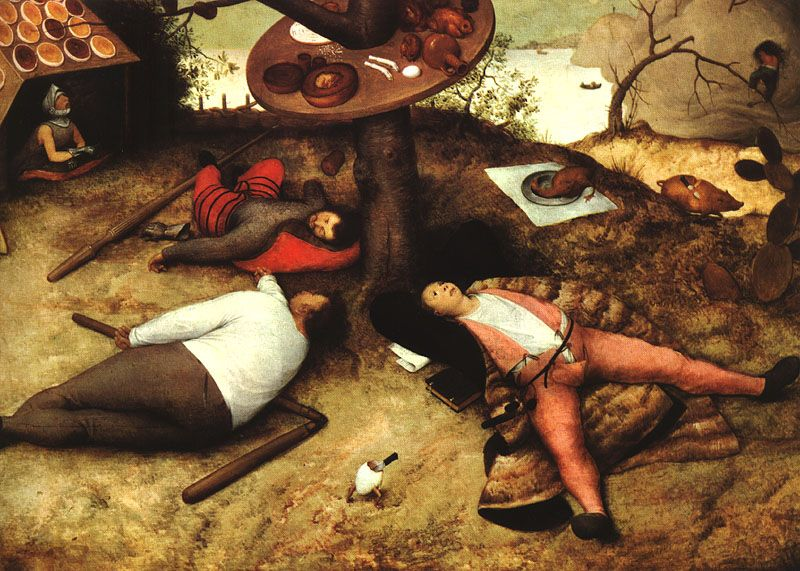
La Cucaña, retratada por el pintor Pieter Brueghel el Viejo.

País de Cucaña o La Cucaña (también País de Jauja o Jauja) es un país mitológico del cual se hablaba frecuentemente durante la Edad Media. En esta tierra mitológica no era necesario trabajar y el alimento era abundante. Se suponía que quienes lo habitaban vivían entre ríos de vino y leche, y que montañas de queso y lechones ya asados pendían de los árboles ya con una faca en el lomo listos para ser prontamente degustados. Tal es la representación que se puede observar en el cuadro realizado por Pieter Brueghel el Viejo.
La Cucaña también representó un símbolo para la cultura hippie de los años 1960 y, según el mito, se creía que era un lugar en donde todos los deseos serían instantáneamente gratificados.

## Etimología

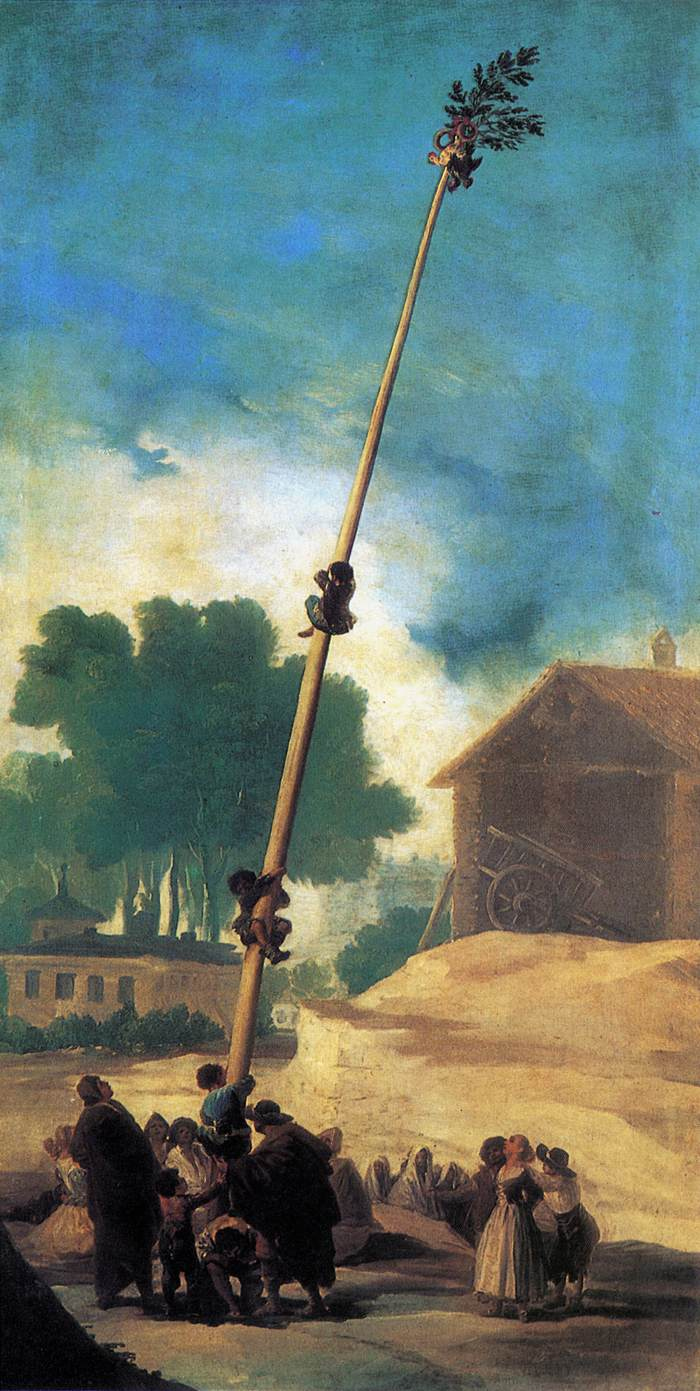
La Cucaña, por Francisco Goya.

Se considera que el término procede del latín coquina (cocina)[cita requerida] o quizás del germánico kuche, que también alude a lo cocinado y designa generalmente a los pasteles.[cita requerida] Según el célebre diccionario del idioma francés Littré, la palabra procede de cocagne, nombre languedociano —es decir occitano— dado a pasteles de pintura tintórea obtenidos de la planta llamada también cocagne (Isatis tinctoria L.).[cita requerida]
Inicialmente se conoció como País de la Cocagne a la región del Lauragais que era gran productora de cocagnes durante los siglos XV y XVI, producción que se extendía hacia el norte del Lauragais hasta Albi y por esto Cocagne designó inicialmente a una región rica y de buen vivir. La denominación del país de Cucaña dio origen al nombre del juego llamado en castellano cucaña.
Por otra parte, durante la conquista del Tahuantinsuyo por Francisco Pizarro, las tropas españolas descansaron en la ciudad de Jauja, la sede de enormes tampu (depósitos) de riquezas, ropas, alimentos y bienes diversos acumulados por los incas que fueron aprovechados por los conquistadores españoles. De este modo, el País de Cucaña tuvo tras 1533 prácticamente como sinónimo al «país de Jauja»,[cita requerida] sobre todo por un popular romance, La isla de Jauja, cuya versión más antigua data de 1660, cuando fue impreso en Barcelona por Martín Jalabert. Agustín Durán lo incluyó en la sección «Romances vulgares que tratan de asuntos imaginarios» de su Romancero general o Cancionero de romances castellanos anteriores al siglo XVIII..., vol. II (1849).

## Tópica
En cierto sentido, el país de Cucaña es una alternativa materialista, hedonista y carnavalesca al más idealista y político concepto de utopía y, en la Edad Media, era una respuesta goliardesca y prerrenacentista al ascetismo y al desdén por los placeres mundanos expreso en el tópico medieval del de contemptu mundi; una expresión del vitalismo dionisíaco.